# Olympische Sommerspiele 2000/Teilnehmer (Philippinen)
| Gelbes Symbol für Goldmedaillen mit stilisierten Olympischen Ringen | Graues Symbol für Silbermedaillen mit stilisierten Olympischen Ringen | Braundes Symbol für Bronzemedaillen mit stilisierten Olympischen Ringen |
| ------------------------------------------------------------------- | --------------------------------------------------------------------- | ----------------------------------------------------------------------- |
| —                                                                   | —                                                                     | —                                                                       |

Die Philippinen nahmen an den Olympischen Sommerspielen 2000 in Sydney mit insgesamt 20 Athleten, elf Männer und neun Frauen, an 22 Wettbewerben in neun Sportarten teil. Es konnten keine Medaillen gewonnen werden. Fahnenträger bei der Eröffnungsfeier war der Taekwondoin Donald Geisler.

## Teilnehmer nach Sportarten

### Bogenschießen
Frauen
- Jennifer Chan
Einzel: 59. Platz

### Boxen
Männer
- Romeo Brin
Halbweltergewicht: 1. Runde

- Arlan Lerio
Fliegengewicht: Achtelfinale

- Danilo Lerio
Halbfliegengewicht: Achtelfinale

- Larry Semillano
Leichtgewicht: 1. Runde

### Leichtathletik
| Männer - Eduardo Buenavista 3000 Meter Hindernis: Vorläufe | Frauen - Lerma Gabito 100 Meter: Vorläufe |

### Reiten
- Toni Leviste
Springen, Einzel: 61. Platz in der Qualifikation

### Rudern
Männer
- Benjamin Tolentino
Einer: 18. Platz

### Schießen
Frauen
- Jasmin Luis
Luftgewehr: 44. Platz

### Schwimmen
| Männer - Miguel Mendoza 400 Meter Freistil: 36. Platz - Juan Carlos Piccio 1500 Meter Freistil: 34. Platz 400 Meter Lagen: 37. Platz | Frauen - Marie-Lizza Danila 100 Meter Rücken: 37. Platz - Jenny Guerrero 100 Meter Brust: 35. Platz 200 Meter Brust: 31. Platz |

### Taekwondo
| Männer - Roberto Cruz Fliegengewicht: 8. Platz - Donald Geisler Weltergewicht: 11. Platz | Frauen - Eva Marie Ditan Fliegengewicht: 10. Platz - Jasmin Strachan Federgewicht: 5. Platz |

### Wasserspringen
| Männer - Zardo Domenios Kunstspringen: 44. Platz | Frauen - Sheila Mae Pérez Kunstspringen: 32. Platz |